# محمد سحرتي
محمد السحرتي (بالإنجليزية Mohammed Elsaharty) لاعب جمباز مصري ولد في 26 يوليو 1990 في محافظة الجيزة بمصر
, لعب بنادي الصيد منذ عام 1994, ولعب في المنتخب الوطني للجمباز، وهو صاحب ذهبية الفردي العام في دورة الألعاب العربية 2011 وأيضا في جهازالعقلة وحصان الحلق ومنصة القفز، وساهم في ذهبية منتخب مصر للجمباز، واخذ برونزية جهاز المتوازي في نفس الدورة، وشارك في الألعاب الأولمبية الصيفية 2012 في لندن.

## البداية
عندما كان عمر محمد السحرتي 4 اعوام ذهب هو ووالدته إلى مقر نادي الصيد وعندما شاهدت الوالدة لعبة الجمباز اعجبت بها وقررت ان يلعب محمد بهذه اللعبة سنة 1994 , وأصبح بطل منطقته سنة 1998

## 2003 - 2007
بعد ان فاز عدة مرات في منطقته وفاز على مستوى الجمهورية تحت 10 أعوام انضم إلى منتخب الجمباز للناشئين في عام 2003 أي كان عمر السحرتي 13 سنة لكنه ظل مستواه على بطولات المنطقة والجمهورية حتى عام 2007 دخل لأول مرة منتخب الجمباز المصري للكبار في الدورة العربية وكان أصغر فرد في الفريق وحصل مع فريقه ذهبية الفرق للفردي العام.

## بطولة الجمباز الفني الأفريقية 2009 للناشئيين
قرر محمد ان يلعب فيها ويرجع للناشئيين وحصل على 5 ذهبيات في الفردي العام وجهاز الارضي والحلق وحصان القفز كما ساهم في ذهبية الفريق وفضية جهاز المتوازي وبرونزية جهاز العقلة أيضا، واصبح محمد السحرتي أفضل لاعب جمباز في أفريقيا للناشئيين وعد هذا من أفضل الإنجازات إطلاقا.

## بطولة أفريقيا للجمباز للكبار 2010
صعد محمد السحرتي إلى منتخب الجمباز للكبار وحصل على 4 ذهبيات في الفردي العام وجهاز حصان الحلق والعقلة وذهبية الفريق وفضية واحدة على جهاز المتوازي وأصبح أفضل لاعب جمباز في أفريقيا وتأهل إلى بطولة العالم للجمباز 2011 في طوكيو.

## بطولة الجمباز العربية في الكويت 2011
حصل محمد على 3 مداليات 2 ذهب وفضية واحدة.

## دورة الألعاب العربية 2011 في قطر
كانت أفضل بطولة لمحمد السحرتي ادى اداء رائع جدا حصل على 5 ذهبيات وبرونزية واحدة، حصل على ذهبية جهاز العقلة وحصان الحلق ومنصة القفز وبرونزية المتوازي، وأصبح أفضل لاعب في الدورة العربية 2011.

## دورة الألعاب الصيفية 2012
تأهل محمد السحرتي إلى الاومبياد لندن 2012 وحصل على المركز 9 في المجموعة الأولى والمركز 23 في الدور التمهيدي والمركز 37 في الاولمبياد.

## وصلات خارجية
- السحرتي في برنامج ساعة مع شريف على يوتيوب
- اليوم خالد الغندور لقاء خاص مع محمد السحرتي بطل مصر في الجمباز حلقة 27 12 2011 00 على يوتيوب
- الدكتورالمصري صاحب الميداليات ال6 في الدورة.... محمد السحرتي: ضحيت بالطب من أجل الذهب